# Blackboard bold

Um exemplo de letras em blackboard bold

Blackboard bold (em português brasileiro, negrito de quadro) é uma fonte que é frequentemente usado para certos símbolos em textos matemáticos, nos quais certas linhas do símbolo (linhas geralmente verticais ou quase verticais) são duplicadas. Os símbolos geralmente denotam conjuntos de números. Uma maneira de produzir negrito de quadro negro é dar um golpe duplo em um caractere com um pequeno deslocamento em uma máquina de escrever.

## Origem
Em alguns textos estes símbolos são simplesmente mostrados em negrito. A fonte na verdade originou-se da tentativa de escrever letras em negrito no quadro-negro de uma maneira que é claramente diferenciada de letras não negrito, ou seja, usando a borda e não o ponto do giz. É um estilo separado do negrito comum possivelmente começando com a edição original de 1965 de Robert Gunning e o livro de Rossi sobre análise complexa.

Os principais símbolos Blackboard bold são:
{\displaystyle \mathbb {N} } para os números naturais;
{\displaystyle \mathbb {Z} } para os números inteiros (do alemão Zahl);
{\displaystyle \mathbb {Q} } para os números racionais;
{\displaystyle \mathbb {R} } para os números reais;
{\displaystyle \mathbb {C} } para os números complexos.